# Karl Pückel
Karl Pückel (* 27. September 1843 in Darmstadt; † 25. Oktober 1910 ebenda) war ein deutscher Jurist.

## Leben
Pückel studierte ab Wintersemester 1862/63 Rechtswissenschaften in Gießen und Heidelberg, wurde 1880 Amtsrichter, 1882 Landrichter, 1885 Landgerichtsrat in Gießen, 1894 Oberlandesgerichtsrat und 1898 Ministerialrat im Justizministerium, ab 1902 mit dem Titel eines Geheimen Rats. Als Direktor der Prüfungskommission für das Justiz- und Verwaltungsfach war er für die Ausbildung der hessischen Richter und Verwaltungsjuristen mitverantwortlich. Seit 1890 gehörte er der Kommission für den Entwurf des Bürgerlichen Gesetzbuches an.